# Эрол, Феридун
Феридун Эрол (29 декабря 1938, Влодава, Люблинское воеводство — 1 февраля 2024) — польский режиссёр и сценарист.

## Биография
Родился в семье Мехмета Нури Фазли Оглу (1916—1992), пекаря по профессии, турка, жившего в Польше с 1934 года, и Цецилии Шишковской. Имел двух братьев, Якуба (1941—2018) и Энвера (1943 года рождения). С 1950 года он жил в Лодзи, где его родители управляли кондитерской фабрикой «Turecka» на улице Марцелия Новотки (ныне улица Поморская).
В 1965 году окончил операторский факультет Киношколы в Лодзи и через год получил диплом. В 1967 году окончил режиссёрский факультет того же университета, который окончил в 1973 году.
Дебют в качестве актёра, постановщика и оператора состоялся в 1963 году.
Был женат на известной актрисе Барбаре Поломской.

## Фильмография

### Сценарист
- День на рыбалке (1966)
- Баллада о срубленном дереве (1972)
- Профессионалы (1975)
- Детская честь (1976)
- Плохое начало хорошего… (1983)
- Кирк Дуглас. 30 лет спустя (1997)

### Режиссёр
- Шутки (1963)
- В мой город (1964)
- Добро пожаловать, Кирк (1966)
- День на рыбалке (1966)
- Практика (1967)
- Баллада о срубленном дереве (1972)
- Профессионалы (1975)
- Плохое начало хорошего… (1983)
- Как избавиться от чёрной кошки (1984)
- Кирк Дуглас. 30 лет спустя (1997)
- Романе Дивеса 98 (1998)

### Второй режиссёр
- Доктор Ева (1970)
- Рейс (1970, режиссёрское сотрудничество)

### Оператор
- 15.000.000 (1963)
- За ширмой (1964)
- Дом (1965)
- Урок 2 (1965)
- Добро пожаловать, Кирк (1966)
- Практика (1967)

### Актёр
- Перед входом (1963)
- Суперпозиция (1964)
- Круиз (1970)
- Скорая приезжает (1981)
- Фарфор в слоновьей лавке (1984)